# Tiền mệnh giá lớn của Hoa Kỳ
Ngày nay tiền của Hoa Kỳ là đô la và được in thành các mệnh giá $1, $2, $5, $10, $20, $50, và $100.
Tuy nhiên cũng có thời gian tiền Hoa Kỳ gồm có năm loại có mệnh giá lớn hơn. Tiền mệnh giá cao thịnh hành vào thời điểm chúng được Chính phủ Hoa Kỳ phát hành lần đầu tiên vào năm 1861. Các tờ $500, $1.000, và $5.000 có giá trị sinh lời được phát hành vào năm 1861, và tờ chứng nhận $10.000 vàng ra đời năm 1865. Có nhiều kiểu mẫu các tờ mệnh giá cao.

## Năm loại tiền mệnh giá lớn
Các tờ mệnh giá cao được phát hành với số lượng nhỏ vào năm 1929 cùng lúc với các tờ $1 đến $100. Các kiểu dáng tiền như sau đi cùng với giá trị sức mua tương đương ngày nay (trừ tờ 100.000, được so sánh với năm nó được phát hành là năm 1934):
- 500: William McKinley, tương đương 6.351 vào năm 2010
- 1.000: Grover Cleveland, tương đương 12.701,75 vào năm 2010
- 5.000: James Madison, tương đương 63.508,77 vào năm 2010
- 10.000: Salmon P. Chase, tương đương 127.017,54 vào năm 2010
- 100.000: Woodrow Wilson, tương đương 1.624.937,66 vào năm 2010

## Ngừng lưu hành
Việc lưu hành các tờ giấy bạc mệnh giá lớn này bị ngưng lại vào năm 1969 theo lệnh hành pháp của Tổng thống Hoa Kỳ Richard Nixon như là một cách đối phó chống lại tội phạm có tổ chức. Ngân hàng dự trữ liên bang bắt đầu thu hồi lại các tờ giấy bạc mệnh giá cao không cho lưu hành vào năm đó. Tính đến ngày 30 tháng 5 năm 2009, có khoảng chừng 336 tờ bạc $10,000; 342 tờ bạc $5.000; và 165.372 tờ bạc $1.000 vẫn còn được sang tay. Vì sự khan hiếm của chúng nên những nhà sưu tầm phải trả nhiều hơn giá trị thật của chúng.
Phần nhiều các tờ giấy bạc này trước kia (khi được lưu hành) chỉ được các ngân hàng và chính phủ liên bang sử dụng trong các giao dịch tài chính có giá trị lớn, đặc biệt là các tờ giấy chứng nhận bản vị vàng từ năm 1865 đến 1934. Tuy nhiên, sự ra đời của hệ thống tiền điện tử đã khiến cho các giao dịch tiền mặt có giá trị lớn trở nên lỗi thời. Hơn nữa việc giao dịch tiền mặt có giá trị lớn gây thêm lo lắng về nạn tiền giả hay việc sử dụng tiền trong các hoạt động bất hợp pháp, thí dụ như buôn bán ma túy. Tin rằng chính phủ Hoa Kỳ trong tương lai gần sẽ không tái phát hành tiền mệnh giá lớn. Theo trang chủ của Bộ Ngân khố Hoa Kỳ, "các mệnh giá tiền hiện tại của chúng tôi đang được phát hành là $1, $2, $5, $10, $20, $50, và $100. Cả Bộ Ngân khố và Hệ thống dự trữ liên bang Hoa Kỳ không có kế hoạch nào để thay đổi các mệnh giá tiền đang sử dụng ngày nay."

## Các loại tiền giả có mệnh giá cao
Có rất nhiều mệnh giá lớn đồng đô la Mỹ giả được nhiều tổ chức, cá nhân in ra, trong đó có cả tờ giấy bạc 1 triệu đô la.